# Copa do Brasil de Futebol de 2014
A Copa Sadia do Brasil de 2014 foi a 26.ª edição dessa competição brasileira de futebol organizada pela Confederação Brasileira de Futebol, cuja estreia foi em 12 de março, com seu término em 26 de novembro.
Com inclusão do campeão da Copa do Nordeste para a Copa Sul-Americana de 2014, a classificação para a Copa Sul-Americana de 2014 será novamente como na edição passada, só que com sete equipes eliminadas até a terceira fase. Caso as 16 melhores equipes da Série A não sejam suficientes para completar as sete vagas, os quatro melhores da Série B completarão as vagas. Se ainda assim não for suficiente, serão convidados os clubes rebaixados na Série A.
Pela segunda vez na história, a Copa do Brasil foi decidida por dois clubes de um mesmo estado: o Atlético Mineiro conquistou seu primeiro título do torneio, após vencer o arquirrival Cruzeiro por 1–0, no Mineirão. No jogo de ida no Independência, terminou com vitória do Atlético por 2–0. Com o título, o time garantiu uma vaga na Copa Libertadores da América de 2015.

## Participantes

### Estaduais e seletivas
| UF                  | Clube                  | Forma de classificação                                   |
| ------------------- | ---------------------- | -------------------------------------------------------- |
| Acre                | Plácido de Castro      | Campeão do Estadual 2013                                 |
| Acre                | Rio Branco-AC[d]       | Vice-campeão do Estadual 2013                            |
| Alagoas             | CRB                    | Campeão do Estadual 2013                                 |
| Alagoas             | CSA                    | Vice-campeão do Estadual 2013                            |
| Alagoas             | Santa Rita             | Campeão da Primeira Fase do Estadual 2013                |
| Amapá               | Santos-AP              | Campeão do Estadual 2013                                 |
| Amazonas            | Princesa do Solimões   | Campeão do Estadual 2013                                 |
| Amazonas            | Nacional-AM            | Vice-campeão do Estadual 2013                            |
| Bahia               | Vitória                | Campeão do Estadual 2013                                 |
| Bahia               | Juazeiro               | Vice-campeão da Primeira Fase do Estadual 2013           |
| Bahia               | Bahia de Feira         | Campeão da Copa Governador do Estado da Bahia de 2013    |
| Ceará               | Ceará                  | Campeão do Estadual 2013                                 |
| Ceará               | Horizonte              | Campeão da Primeira Fase do Estadual 2013                |
| Ceará               | Barbalha               | Campeão da Copa Fares Lopes de 2013                      |
| Distrito Federal    | Brasiliense            | Campeão do Metropolitano 2013                            |
| Distrito Federal    | Brasília               | Vice-campeão do Metropolitano 2013                       |
| Espírito Santo      | Desportiva Ferroviária | Campeão do Estadual 2013                                 |
| Espírito Santo      | Real Noroeste[d]       | Campeão da Copa Espírito Santo 2013                      |
| Goiás               | Goiás                  | Campeão do Estadual 2013                                 |
| Goiás               | Atlético Goianiense    | Vice-campeão do Estadual 2013                            |
| Goiás               | Goianésia              | 3º colocado do Estadual 2013                             |
| Maranhão            | Maranhão               | Campeão do Estadual 2013                                 |
| Maranhão            | Sampaio Corrêa         | Campeão da Copa São Luís 2013                            |
| Mato Grosso         | Cuiabá                 | Campeão do Estadual 2013                                 |
| Mato Grosso         | Mixto[e]               | Vice-campeão do Estadual 2013                            |
| Mato Grosso         | Rondonópolis           | Campeão da Copa Governador de Mato Grosso de 2013        |
| Mato Grosso do Sul  | CENE                   | Campeão do Estadual 2013                                 |
| Mato Grosso do Sul  | Naviraiense            | Vice-campeão do Estadual 2013                            |
| Minas Gerais        | Tombense               | 3º colocado do Estadual 2013                             |
| Minas Gerais        | Villa Nova             | 4º colocado do Estadual 2013                             |
| Minas Gerais        | Tupi[b]                | 5° colocado do Estadual 2013                             |
| Minas Gerais        | Caldense               | 6º colocado do Estadual 2013                             |
| Pará                | Paysandu               | Campeão do Estadual 2013                                 |
| Pará                | Paragominas            | Vice-campeão do Estadual 2013                            |
| Pará                | Remo                   | 3º colocado do Estadual 2013                             |
| Paraíba             | Botafogo-PB            | Campeão do Estadual 2013                                 |
| Paraíba             | Treze[a]               | Vice-campeão do Estadual 2013                            |
| Paraná              | Coritiba               | Campeão do Estadual 2013                                 |
| Paraná              | Londrina               | 3º colocado do Estadual 2013                             |
| Paraná              | Paraná                 | 4º colocado do Estadual 2013                             |
| Paraná              | J.Malucelli            | 5º colocado do Estadual 2013                             |
| Pernambuco          | Santa Cruz             | Campeão do Estadual 2013                                 |
| Pernambuco          | Sport                  | Vice-campeão do Estadual 2013                            |
| Pernambuco          | Náutico                | Campeão do Primeiro Turno do Estadual 2013               |
| Piauí               | Parnahyba              | Campeão do Estadual 2013                                 |
| Piauí               | Flamengo-PI            | Campeão da Copa Piauí 2013                               |
| Rio de Janeiro      | Fluminense             | 3° colocado do Estadual 2013                             |
| Rio de Janeiro      | Vasco da Gama          | 4° colocado do Estadual 2013                             |
| Rio de Janeiro      | Resende                | 5º colocado do Estadual 2013                             |
| Rio de Janeiro      | Boavista-RJ            | 6º colocado do Estadual 2013                             |
| Rio de Janeiro      | Duque de Caxias        | Campeão da Copa Rio 2013                                 |
| Rio Grande do Norte | Potiguar de Mossoró    | Campeão do Estadual 2013                                 |
| Rio Grande do Norte | América de Natal       | Vice-campeão do Estadual 2013                            |
| Rio Grande do Norte | ABC                    | 3° colocado do Estadual 2013                             |
| Rio Grande do Sul   | Internacional          | Campeão do Estadual 2013                                 |
| Rio Grande do Sul   | Lajeadense             | Vice-campeão do Estadual 2013                            |
| Rio Grande do Sul   | São Luiz               | 3º colocado do Estadual 2013                             |
| Rio Grande do Sul   | Novo Hamburgo          | Campeão da Copa FGF 2013                                 |
| Rondônia            | Vilhena                | Campeão do Estadual 2013                                 |
| Roraima             | Náutico-RR             | Campeão do Estadual 2013                                 |
| Santa Catarina      | Criciúma               | Campeão do Estadual 2013                                 |
| Santa Catarina      | Chapecoense            | Vice-campeão do Estadual 2013                            |
| Santa Catarina      | Joinville              | Campeão da Copa Santa Catarina 2013                      |
| São Paulo           | Corinthians            | Campeão do Estadual 2013                                 |
| São Paulo           | Santos                 | Vice-campeão do Estadual 2013                            |
| São Paulo           | São Paulo              | 3º colocado do Estadual 2013                             |
| São Paulo           | Portuguesa             | Campeão da Série A2 do Estadual 2013                     |
| São Paulo           | São Bernardo           | Campeão da Copa Paulista 2013                            |
| Sergipe             | Sergipe                | Campeão do Estadual 2013                                 |
| Sergipe             | Lagarto[c]             | 3° colocado da Copa Governo do Estado de Sergipe de 2013 |
| Tocantins           | Interporto             | Campeão do Estadual 2013                                 |

Notas
- ^  a. O Treze ganhou a vaga na Copa do Brasil porque a Copa Paraíba 2013 foi adiada por ter inscrito apenas três clubes
- ^  b. O Tupi ganhou a vaga na Copa do Brasil porque a Taça Minas Gerais de Futebol 2013 não teve inscritos
- ^  c. O Lagarto ganhou a vaga na Copa do Brasil porque o River Plate-SE pediu afastamento do Campeonato Sergipano de Futebol por dois anos, alegando problemas financeiros
- ^  d. Os segundos representantes de Acre e Espírito Santo disputaram a Fase Preliminar nos anos de 2013 e 2014, devido a reformulação do Ranking da CBF, ocorrida em 2013
- ^  e. O Mixto ganhou a vaga na Copa do Brasil porque, com o ranking da CBF de 2014, o Mato Grosso ganhou uma vaga, tirando uma do Distrito Federal.[4]

### Ranking da CBF
Com a definição dos 70 representantes das federações estaduais e dos seis representantes classificados diretamente às oitavas de final, mais 10 clubes foram apurados pelo ranking da CBF.
| Pos. | Clube           | Pontos |
| ---- | --------------- | ------ |
| 11º  | Palmeiras       | 12 680 |
| 17º  | Bahia           | 9 326  |
| 18º  | Ponte Preta     | 7 952  |
| 23º  | Avaí            | 7 136  |
| 25º  | Figueirense     | 6 248  |
| 28º  | América Mineiro | 5 386  |
| 30º  | Guarani         | 4 781  |
| 31º  | ASA             | 4 732  |
| 33º  | Grêmio Barueri  | 4 287  |
| 34º  | Bragantino      | 4 054  |

### Classificados diretamente às oitavas de final
| UF                   | Clube               | Forma de classificação                     |
| -------------------- | ------------------- | ------------------------------------------ |
| Minas Gerais         | Atlético Mineiro    | Campeão da Copa Libertadores 2013          |
| Minas Gerais         | Cruzeiro            | Campeão do Campeonato Brasileiro 2013      |
| Paraná               | Atlético Paranaense | 3º colocado do Campeonato Brasileiro 2013  |
| Rio de Janeiro       | Botafogo            | 4º colocado do Campeonato Brasileiro 2013  |
| Rio de Janeiro       | Flamengo            | Campeão da Copa do Brasil 2013             |
| Rio de Grande do Sul | Grêmio              | Vice-campeão do Campeonato Brasileiro 2013 |

- O Atlético Mineiro foi campeão da Copa Libertadores da América de 2013 e por isso disputará a Copa Libertadores da América de 2014, abrindo uma vaga em seu Estado.
- O Flamengo foi campeão da Copa do Brasil de 2013 e por isso disputará a Copa Libertadores da América de 2014, abrindo uma vaga em seu Estado.
- O Cruzeiro, campeão brasileiro de 2013, se classificou à Copa Libertadores da América de 2014, abrindo uma vaga em seu Estado.
- O Grêmio, vice-campeão brasileiro de 2013,  se classificou à Copa Libertadores da América de 2014, abrindo uma vaga no ranking da CBF.
- O Atlético Paranaense, 3º colocado do brasileiro de 2013,  se classificou à Copa Libertadores da América de 2014, abrindo uma vaga em seu Estado.
- O Botafogo, 4º colocado do brasileiro de 2013, se classificou à Copa Libertadores da América de 2014, abrindo uma vaga em seu Estado.

## Transmissão
Desde 1999, A Rede Globo/SporTV detém todos os direitos de mídia (exceto radiofônicos) em território nacional da Copa do Brasil. Ainda assim, a Globo faz questão de revender os direitos para demais emissoras brasileiras. Esse ano a Rede Bandeirantes não irá transmitir a competição. As transmissões diretas para a região da realização da partida dependem da autorização do clube mandante.
Pela TV por assinatura SporTV, ESPN e o FOX Sports transmitem a competição.
Os direitos de propaganda nos estádios e de comercialização para o exterior pertencem a empresa TRAFFIC.

## Fases de qualificação

### Sorteio das primeiras fases
O sorteio das primeiras fases da Copa do Brasil foi realizado no dia 10 de janeiro de 2014 no Rio de Janeiro. Os 80 times classificados para a competição foram divididos em oito grupos (A a H) com dez clubes cada, de acordo com Ranking da CBF. A partir daí, os cruzamentos entre os grupos foram os seguintes: A x E; B x F; C x G e D x H. Na fase de oitavas de final, haverá um novo sorteio, já com a inclusão das seis equipes que disputam a Copa Libertadores da América de 2014.

#### Potes do sorteio
Entre parênteses, a classificação do clube no Ranking da CBF
| Primeira fase | Primeira fase | Primeira fase | Primeira fase |
| Pote A | Pote B | Pote C | Pote D |
| --- | --- | --- | --- |
| - Corinthians (2) - Vasco da Gama (4) - Fluminense (5) - Internacional (6) - São Paulo (7) - Santos (9) - Palmeiras (11) - Goiás (13) - Coritiba (14) - Vitória (16) | - Bahia (17) - Ponte Preta (18) - Portuguesa (19) - Atlético Goianiense (20) - Náutico (21) - Ceará (22) - Avaí (23) - Sport (24) - Figueirense (25) - Criciúma (26)                                  | - Paraná (27) - América Mineiro (28) - ABC (29) - Guarani (30) - ASA (31) - Paysandu (32) - Grêmio Barueri (33) - Bragantino (34) - América de Natal (36) - Chapecoense (41)                                  | - Joinville (43) - Santa Cruz (45) - Brasiliense (46) - CRB (50) - Duque de Caxias (52) - Sampaio Corrêa (53) - Treze (56) - Nacional-AM (60) - Cuiabá (62) - Tupi (63)     |
| Pote E | Pote F | Pote G | Pote H |
| - Horizonte (67) - Remo (68) - Mixto (70) - CSA (71) - Botafogo-PB (77) - J.Malucelli (80) - CENE (85) - Vilhena (88) - Bahia de Feira (93) - Resende (95)           | - Naviraiense (97) - Brasília (98) - Plácido de Castro (103) - Londrina (107) - Náutico-RR (107) - Villa Nova (116) - Flamengo-PI (117) - Potiguar de Mossoró (119) - Parnahyba (121) - Sergipe (123) | - Rio Branco-AC[FP] (61) - Maranhão (124) - Paragominas (139) - Goianésia (141) - Lajeadense (143) - São Bernardo (150) - Santos-AP (158) - Boavista-RJ (164) - Desportiva Ferroviária (179) - Santa Rita (–) | - Juazeiro (–) - Barbalha (–) - Caldense (–) - Interporto (–) - Lagarto (–) - Novo Hamburgo (–) - Princesa do Solimões (–) - Rondonópolis (–) - São Luiz (–) - Tombense (–) |

FP. ^ Rio Branco e Real Noroeste disputaram a fase preliminar. O Rio Branco ficou com uma vaga na primeira fase e no pote G, mesmo sendo o 61º colocado do Ranking da CBF.

### Fase preliminar
Em itálico, os clubes que possuem o mando de campo no primeiro jogo do confronto e em negrito os clubes classificados.
| Equipe 1      | Total | Equipe 2      | 1.º jogo | 2.º jogo |
| ------------- | ----- | ------------- | -------- | -------- |
| Rio Branco-AC | 2–1   | Real Noroeste | 1–1      | 1–0      |

### Primeira fase
| Equipe 1            | Total       | Equipe 2               | 1.º jogo | 2.º jogo |
| ------------------- | ----------- | ---------------------- | -------- | -------- |
| Ceará               | 5–1         | Parnahyba              | 1–0      | 4–1      |
| Chapecoense         | 2–0         | Rio Branco-AC          | 2–0      | –        |
| Internacional       | 6–1         | Remo                   | 6–1      | –        |
| Cuiabá              | 2–0         | Barbalha               | 0–0      | 2–0      |
| Bahia               | 3–1         | Villa Nova             | 1–1      | 2–0      |
| América Mineiro     | 3–0         | Santos-AP              | 3–0      | –        |
| Corinthians         | 2–0         | Bahia de Feira         | 2–0      | –        |
| Nacional-AM         | 4–3         | São Luiz               | 2–2      | 2–1      |
| São Paulo           | 4–0         | CSA                    | 1–0      | 3–0      |
| CRB                 | 4–2         | Rondonópolis           | 2–2      | 2–0      |
| Figueirense         | 3–1         | Plácido de Castro      | 0–0      | 3–1      |
| Bragantino          | 1–0         | Lajeadense             | 0–0      | 1–0      |
| Palmeiras           | 3–0         | Vilhena                | 1–0      | 2–0      |
| Sampaio Corrêa      | 5–3         | Interporto             | 2–2      | 3–1      |
| Avaí                | 4–1         | Naviraiense            | 4–1      | –        |
| ASA                 | 4–0         | Paragominas            | 4–0      | –        |
| Santos              | 3–0         | Mixto                  | 0–0      | 3–0      |
| Brasiliense         | 5–5 (gf)    | Princesa do Solimões   | 1–3      | 4–2      |
| Grêmio Barueri      | 2–2 (gf)    | Goianésia              | 2–2      | 0–0      |
| Criciúma            | 2–3         | Londrina               | 0–2      | 2–1      |
| Vasco da Gama       | 1–0         | Resende                | 0–0      | 1–0      |
| Treze               | 3–2         | Tombense               | 1–1      | 2–1      |
| Ponte Preta         | 4–1         | Náutico-RR             | 4–1      | –        |
| Paraná              | 4–2         | São Bernardo           | 1–1      | 3–1      |
| Fluminense          | 6–3         | Horizonte              | 1–3      | 5–0      |
| Tupi                | 2–0         | Juazeiro               | 2–0      | –        |
| Náutico             | 1–1 (3–1 p) | Sergipe                | 0–1      | 1–0      |
| América de Natal    | 4–1         | Boavista-RJ            | 2–1      | 2–0      |
| Sport               | 3–1         | Brasília               | 3–1      | –        |
| Paysandu            | 4–3         | Maranhão               | 2–2      | 2–1      |
| Coritiba            | 4–2         | CENE                   | 2–2      | 2–0      |
| Duque de Caxias     | 2–4         | Caldense               | 0–2      | 2–2      |
| Santa Cruz          | 4–1         | Lagarto                | 1–0      | 3–1      |
| Goiás               | 0–2         | Botafogo-PB            | 0–2      | 0–0      |
| Portuguesa          | 2–2 (gf)    | Potiguar de Mossoró    | 0–1      | 2–1      |
| Guarani             | 1–2         | Santa Rita             | 0–0      | 1–2      |
| Vitória             | 2–2 (3–5 p) | J.Malucelli            | 1–1      | 1–1      |
| Joinville           | 2–3         | Novo Hamburgo          | 0–1      | 2–2      |
| Atlético Goianiense | 3–2         | Flamengo-PI            | 1–0      | 2–2      |
| ABC                 | 4–2         | Desportiva Ferroviária | 0–1      | 4–1      |

### Segunda fase
| Equipe 1            | Total       | Equipe 2             | 1.º jogo | 2.º jogo |
| ------------------- | ----------- | -------------------- | -------- | -------- |
| Ceará               | 3–2         | Chapecoense          | 2–1      | 1–1      |
| Internacional       | 5–2         | Cuiabá               | 1–1      | 4–1      |
| Bahia               | 2–1         | América Mineiro      | 0–0      | 2–1      |
| Corinthians         | 3–0         | Nacional-AM          | 3–0      | –        |
| São Paulo           | 4–2         | CRB                  | 1–2      | 3–0      |
| Figueirense         | 3–3 (3–4 p) | Bragantino           | 1–2      | 2–1      |
| Palmeiras           | 4–2         | Sampaio Corrêa       | 1–2      | 3–0      |
| Avaí                | 4–4 (gf)    | ASA                  | 2–3      | 2–1      |
| Santos              | 6–3         | Princesa do Solimões | 2–1      | 4–2      |
| Grêmio Barueri      | 3–3 (gf)    | Londrina             | 0–0      | 3–3      |
| Vasco da Gama       | 3–2         | Treze                | 2–1      | 1–1      |
| Ponte Preta         | 2–2 (8–7 p) | Paraná               | 1–1      | 1–1      |
| Fluminense          | 3–0         | Tupi                 | 3–0      | –        |
| Náutico             | 2–3         | América de Natal     | 0–3      | 2–0      |
| Sport               | 4–4 (gf)    | Paysandu             | 1–2      | 3–2      |
| Coritiba            | 2–0         | Caldense             | 2–0      | –        |
| Santa Cruz          | 3–2         | Botafogo-PB          | 1–1      | 2–1      |
| Potiguar de Mossoró | 2–7         | Santa Rita           | 0–2      | 2–5      |
| J.Malucelli         | 0–3         | Novo Hamburgo        | 0–1      | 0–2      |
| Atlético Goianiense | 2–3         | ABC                  | 1–1      | 1–2      |

### Terceira fase
| Equipe 1      | Total    | Equipe 2         | 1.º jogo | 2.º jogo |
| ------------- | -------- | ---------------- | -------- | -------- |
| Ceará         | 5–2      | Internacional    | 2–1      | 3–1      |
| Bahia         | 1–3      | Corinthians      | 0–3      | 1–0      |
| São Paulo     | 3–4      | Bragantino       | 2–1      | 1–3      |
| Palmeiras     | 3–0      | Avaí             | 2–0      | 1–0      |
| Santos        | 3–2      | Londrina         | 1–2      | 2–0      |
| Vasco da Gama | 4–1      | Ponte Preta      | 2–0      | 2–1      |
| Fluminense    | 5–5 (gf) | América de Natal | 3–0      | 2–5      |
| Paysandu      | 2–3      | Coritiba         | 0–2      | 2–1      |
| Santa Cruz    | 3–4      | Santa Rita       | 2–3      | 1–1      |
| Novo Hamburgo | 2–11     | ABC              | 0–1      | 2–0      |

1O Novo Hamburgo foi eliminado pelo STJD da competição pela escalação irregular de um jogador no segundo jogo do confronto. Com isso, o ABC seguiu na competição.

### Qualificação para a Copa Sul-Americana
Os sete melhores clubes eliminados até a terceira fase estarão classificados para a Copa Sul-Americana de 2014.
| Pos. | Clube                 | Campanha                  | Pos. Brasileirão 2013 |
| ---- | --------------------- | ------------------------- | --------------------- |
| 1    | Vitória               | Eliminado (Primeira fase) | 5º Série A            |
| 2    | Goiás                 | Eliminado (Primeira fase) | 6º Série A            |
| 3    | Santos                | Nas oitavas de final      | 7º Série A            |
| 4    | Atlético Mineiro[Lib] | Nas oitavas de final      | 8º Série A            |
| 5    | São Paulo             | Eliminado (Terceira fase) | 9º Série A            |
| 6    | Corinthians           | Nas oitavas de final      | 10º Série A           |
| 7    | Coritiba              | Nas oitavas de final      | 11º Série A           |
| 8    | Bahia                 | Eliminado (Terceira fase) | 12º Série A           |
| 9    | Internacional         | Eliminado (Terceira fase) | 13º Série A           |
| 10   | Criciúma              | Eliminado (Primeira fase) | 14º Série A           |
| 11   | Fluminense            | Eliminado (Terceira fase) | 15º Série A           |
| 12   | Flamengo[Lib]         | Nas oitavas de final      | 16º Série A           |
| 13   | Palmeiras             | Nas oitavas de final      | 1º Série B            |
| 14   | Chapecoense           | Eliminado (Segunda fase)  | 2º Série B            |
| 15   | Sport[Sp]             | Eliminado (Segunda fase)  | 3º Série B            |
| 16   | Figueirense           | Eliminado (Segunda fase)  | 4º Série B            |
| 17   | Portuguesa            | Eliminado (Primeira fase) | 17º Série A           |
| 18   | Vasco da Gama         | Nas oitavas de final      | 18º Série A           |
| 19   | Ponte Preta           | Eliminado (Terceira fase) | 19º Série A           |
| 20   | Náutico               | Eliminado (Segunda fase)  | 20º Série A           |

- Libertadores. ^ Atlético Mineiro e Flamengo, respectivamente campeões da Libertadores 2013 e Copa do Brasil de 2013, foram classificados à Libertadores 2014 e tiveram garantidas as classificações automáticas às oitavas de final desta edição da Copa do Brasil
- Sp. ^ O Sport garantiu a oitava vaga brasileira na Copa Sul-Americana de 2014 por ter sido o campeão da Copa do Nordeste de 2014.[7] O clube só perderia a vaga, se fosse até as oitavas de final da Copa do Brasil, pois não poderia participar das duas competições ao mesmo tempo. O Sport será o "Brasil 8" na tabela da Copa Sul-Americana, mas se ficasse entre os sete primeiros eliminados até a terceira fase da Copa do Brasil, teria o seu número na tabela definido pela sua colocação entre os times classificados para Copa Sul-Americana. Por exemplo, se fosse a terceira melhor equipe eliminada até a terceira fase da Copa do Brasil seria o "Brasil 3" na tabela

## Fase final

### Sorteio
Para esta fase, será realizado um novo sorteio pela CBF. O sorteio definirá os confrontos das oitavas de final e os cruzamentos até a decisão. Os confrontos das oitavas serão representados por um time do pote 1 e outro do pote 2. No pote 1 estarão os times que participaram da Copa Libertadores da América de 2014, mais os dois melhores times no ranking da CBF que se classificarem às oitavas de final. No pote 2 estarão os outros oito times que classificarem para as oitavas de final. Depois, cada pote será dividido em quatro duplas de acordo com o ranking da CBF para evitar um confronto de um time com a sua "dupla" antes da final. O primeiro sorteio será para definir o lado do chaveamento que o clube melhor "ranqueado" da "dupla" ficará (o outro time da "dupla" ficará no outro lado, obrigatoriamente). Depois, será sorteado, aleatoriamente, o seu jogo de 1 a 4. Logo em seguida, será feito o mesmo com a dupla daquele clube que ficou do outro lado da tabela. E o sorteio será assim até definir a tabela inteira. Em outro sorteio, serão definidos os mandos de campo de cada confronto das oitavas de final. Com o decorrer da competição, serão sorteados os mandos das quartas, semifinais e final.
O sorteio dos confrontos foi realizado na sede da CBF em 18 de agosto às 11 horas. À tarde, às 14 horas, foi realizado o sorteio para definir os mandantes das primeiras partidas.
Entre parênteses, o ranking da CBF.
| Bloco A                               | Grupo | Bloco B                                |
| ------------------------------------- | ----- | -------------------------------------- |
| Grêmio (1) Corinthians (2)            | 1     | Santos (9) Palmeiras (11)              |
| Flamengo (3) Vasco da Gama (4)        | 2     | Coritiba (14) Ceará (22)               |
| Cruzeiro (8) Atlético Paranaense (10) | 3     | ABC (29) Bragantino (34)               |
| Botafogo (12) Atlético Mineiro (15)   | 4     | América de Natal (36) Santa Rita (207) |